# 襄王 (馬韓)
襄王（しょうおう、または韓燮、? - ?）は、第7代馬韓王。王在位期間は、紀元前73年 - 紀元前58年。諡は襄王（朝鮮語: 양왕）。諱は燮（朝鮮語: 섭）。王位は元王（勲）が継承。